# 小镇疑云
《小鎮疑雲》（英語：Broadchurch）是一齣在ITV播映的英國電視犯罪片，該劇由克里斯·奇布诺尔編寫，由Kudos 電影及電視、光芒美國公司和 Imaginary Friends 製作。影集著重在11歲男孩之死及其對小鎮的影響：悲痛、相互猜忌和媒體關注。本剧第一季在2013年3月4日首播。第二季在2015年1月5日首播。第三季在2017年2月27日首播。
《小鎮疑雲》影集著重在督察 亞歷克·哈迪 (大衛·田納特飾演) 和警長艾莉·米勒 (奧莉薇雅·柯爾曼飾演) 對男孩命案的搜查。Chibnall 是受到英國侏羅紀海岸的啟發，將他的犯罪片場景設為虛構在多塞特郡的一個關係緊密的小鎮。影集多數的調性受到Ólafur Arnalds的音樂啟發，該編曲家也為此劇配樂。編寫待售劇本時，Chibnall 說服 iTV 在2011年秋允許拍攝該影集。試鏡隨後進行，儘管某些演員是直接被分派角色。主攝影在2012年8月展開，拍攝地點主要位在北薩默塞特多塞特郡的城鎮、南格洛斯特以及布里斯托市。拍攝時不遺餘力地對兇手身分保密。第一季得到相當高的評價並讓全英國為之瘋狂。第一季角色和劇組被提名多個獎項，並贏得數個英國學術電視獎和一個英國學術工藝獎。
第二季《小鎮疑雲》在第一季結束時宣布。第二季著重在小鎮疑雲社群在第一季事件後的自身重建。田納特、柯爾曼 和多數第一季角色會接續演出。第二季新角色包括Marianne Jean-Baptiste、詹姆士·達西、Eve Myles、夏綠蒂·蘭普琳、Meera Syal和Phoebe Waller-Bridge。第二季情節的保密工作更加嚴密，拍攝地點多數主要在北薩默塞特、德文郡、多塞特郡和伯克郡。拍攝在2014年5月下旬進行，並於2014年10月12日殺青。
第三季故事著重於由新案件，一起非典型的強暴案，以及1、2季的受害者家庭從傷痛中努力走出。本季於2015年7月多賽特開拍。編劇Chris Chibnall也同時表示，第三季也為系列的最後一部曲。
英國版三個系列在爛番茄評價網皆獲得高分的好評。
福斯廣播公司在2013年8月宣布其將改編《小鎮疑雲》給美國觀眾，儘管結局和《小鎮疑雲》略有不同。美國重製版名為Gracepoint，同樣由 Tennant 主演，於2014年10月2日播映。

## 主要角色
Broadchurch系列中的人物包括以下內容：

### 警察
- 亞歷克·哈迪(Alec Hardy) ，大衛·田納特飾演，一位經驗豐富的督察，因桑德布魯案失利而被調派到小鎮，調派來後隨即迎來的就是丹尼的謀殺案，也因桑德布魯案的結局讓自身陷入困境。
- 艾莉·米勒(Ellie Miller)，奧莉薇雅·柯爾曼飾演，當地小鎮的警長，與喬·米勒結婚，對哈迪空降事情稍有不滿。與拉蒂默家是多年的鄰居朋友。
- 伊萊恩·詹金森(Elaine Jenkinson)，Tracey Childs飾演，哈迪的老友，任命哈迪到小鎮來擔當督察。

### 拉蒂默家
- 貝絲·拉蒂默 (Beth Latimer) 丹尼與克蘿伊的母親，因丹尼死亡而受到打擊，努力的想要維持家庭。
- 馬克·拉蒂默 (Mark Latimer) 丹尼與克蘿伊的父親，在丹尼死亡時因不在場證明不足而受到質疑，與小鎮飯店老闆娘有外遇。
- 克蘿伊·拉蒂默 (Chloe Latimer) 丹尼的姊姊，15歲，因弟弟的死亡而感到受挫，與狄恩·湯瑪斯是男女朋關係。
- 丹尼·拉蒂默 (Danny Latimer) 受害者，故事一開始在沙灘上被發現，死亡原因為勒斃，與家人間似乎有著秘密。
- 麗絲·蘿珀 (Liz Roper) 貝絲的媽媽，虔誠的宗教徒，事件發生後在家族內安慰貝絲的心靈。在家裡擔當起

### 米勒家
- 喬·米勒 (Joe Miller) 艾莉的丈夫，前醫護人員，現為全職丈夫。負責照顧11歲的湯姆與2歲的兒子。
- 湯姆·米勒 (Tom Miller) 與受害者丹尼為朋友，被認為是丹尼最好的朋友，但湯姆內心卻不這麼認為。
- 露西·史蒂文斯 (Lucy Stevens) 艾莉的妹妹，有賭博習慣，要求艾莉給予金錢來交換情報。知道一些事情

### 媒體
- 瑪姬·雷德克里夫（Maggie Radcliffe），當地鎮上報紙《回音報》的主編，了解大部分鎮上居民，並且握有居民的情報。
- 奧利佛·史蒂文斯（Oliver Stevens），乔纳森·拜利饰演，警長艾莉的姪子，一直想要利用事件報導來增加關注，試圖想拿到全國性媒體的工作。
- 凱倫·懷特（Karen White），全國性報紙《每日先驅》的記者，報導過哈迪探長失利的桑德布魯案，不認同哈迪的作為。
- 萊恩·丹佛斯（Len Danvers），凱倫在《每日先驅》的上司。

### 小鎮居民
- 保羅·科特斯牧師 (Paul Coates) 鎮上教會的年輕牧師，在事件後想透過教會來安撫鎮上居民。
- 蘇珊·萊特 (Susan Wright) 情緒不太穩定的婦女，五月前搬到鎮上來，與鎮上居民保持一定距離。住在距離丹尼被發現的海灘附近。
- 奈傑爾·卡特 (Nigel Carter ) 馬克的好朋友，與拉蒂默家有不錯的關係。但是被問到與丹尼事件時，情緒容易不穩定。
- 傑克·馬歇爾 (Jack Marshall) 經營鎮上報攤與海灘小吃店的老闆，因雇用丹尼為他送報，所以每天早上都會與丹尼見面。
- 狄恩·湯馬斯(Dean Thomas) 17歲的當地男孩，與克蘿伊在偷偷交往。
- 貝卡·費雪兒 (Becca Fisher) 鎮上飯店的老闆娘。與丹尼的父親馬克有婚外情。
- 史帝夫·康奈利 (Steve Connelly) 當地電話公司的維修工人，宣稱他可以聽到亡者的聲音，試圖想告訴哈迪與拉蒂默家人與丹尼有關的事情。

## 集數
| 季 | 季 | 集 | 首播          | 首播          | 平均英國觀眾 (百萬) |
| 季 | 季 | 集 | 第一集        | 最後一集      | 平均英國觀眾 (百萬) |
| -- | -- | -- | ------------- | ------------- | ------------------- |
|    | 1  | 8  | 2013年3月4日  | 2013年4月22日 | 9.37                |
|    | 2  | 8  | 2015年1月5日  | 2015年2月23日 | 9.68                |
|    | 3  | 8  | 2017年2月27日 | 2017年4月17日 | 10.75               |